# Marheinekeplatz
Der Marheinekeplatz im Berliner Bezirk Friedrichshain-Kreuzberg, Ortsteil Kreuzberg wird umgeben von der Bergmannstraße (südlich), der Zossener Straße (westlich), dem Straßenzug Marheinekeplatz (nördlich) und der Schleiermacherstraße (östlich). Er entstand im Zusammenhang mit der Bebauung des Wohngebietes als Stadtplatz.

## Geschichte
Das Wohnviertel entstand auf der Grundlage des Hobrecht-Plans, für den der Stadtplaner James Hobrecht weitreichende Überlegungen für die Erweiterung des Berliner Gebietes ausgearbeitet hatte. Nach diesem Plan hieß die Fläche Platz F, Abth. II und die nordwärts begrenzende Straße erhielt die Bezeichnung Straße 27a, Abth. II d. Bebauungspl. (SW). Am 22. Dezember 1875 wurden der Platz und die Straße nach dem Philosophen und Theologen Philipp Konrad Marheineke benannt. Marheineke war von 1811 bis 1846 Prediger an der nahe gelegenen Dreifaltigkeitskirche. Erstschreibweise des Platzes war Marheineke Platz, was ab 1914 verändert wurde. Als Eigentümer des gesamten Areals traten zuerst die Bauunternehmer Wegener & Körsten auf. Im Folgejahr ist die Belle-Alliance Berliner Bau-Gesellschaft als Besitzer genannt. Der Straßenzug wurde in Ost-West-Führung von 1 bis 14 nummeriert, wobei die Nummern 6 und 7 ausgespart blieben. Nachdem die Errichtung der Wohnbauten im Nordbereich abgeschlossen war, gelangten die Häuser an neue Eigentümer wie einen Gärtner, Kaufleute, Beamte, Handwerker und Rentner, später auch an den Architekten R. Wenzel und im Jahr 1920 sogar an einen Farmer aus Australien (Hausnummer 9). Zur gleichen Zeit war der Abschnitt der südlich anliegenden Bergmannstraße ebenfalls im Besitz der Belle-Alliance-Baugesellschaft, die Bereich des Marheinekeplatzes gehörten Hugo Kunheim, der im hinteren Bereich der Grundstücke eine chemische Fabrik betrieb, die nur wenige Jahre bestand.
Die unter Leitung des Stadtbaurats Hermann Blankenstein vorgenommenen Planungen zum Bau von Markthallen in Berlin führten dazu, dass der bis dahin etablierte offene Marktplatz als Standort einer überdachten modernen Markthalle ausgewählt wurde. Die 1892 fertiggestellte Halle XI, nach 1945 entsprechend ihrer Lage auf dem Marheinekeplatz auch Marheinekehalle genannt, nimmt die westliche Hälfte der Platzfläche ein. Die Markthalle XI, für die ein Markthallenverwalter angestellt war, erhielt die Hausnummer 15. In den Jahren des Ersten Weltkriegs und noch einige Zeit danach unterhielt die Stadt Berlin in der Markthalle die Städtische Volksspeiseanstalt Nr. 9. Auf der östlichen Hälfte des langgezogenen Rechtecks entstand eine Grünanlage, die in den Adressbüchern ab Ende der 1920er Jahre als Parkanlagen ausgewiesen war. Ende des 20. Jahrhunderts richtete das Bezirksamt in einem Parkbereich einen öffentlichen Spielplatz ein.
Die Platzfläche befand sich seit Beginn des 20. Jahrhunderts bis um 1940 im Besitz der A.G. Berlin-Tempelhof L.G. II.
Ab 1930 hatten sich einige Besitzverhältnisse geändert: Eigentümer des Hauses Nummer 4 wurde die Flavia-Vermögensverwaltungsgesellschaft, Mieter waren das Gesundheitsamt von Kreuzberg, eine Säuglingsfürsorgestelle, der Delos-Zeitschriftenverlag nebst weiteren Bewohnern. Das Haus Nummer 8 war im Besitz eines spanischen Rechtsanwalts (C. Serraŉ aus Madrid) mit einem Generalverwalter aus Berlin-Wilmersdorf, das Haus Nummer 9 befand sich in der Hand der Lieseschen Erben, Haus 11 gehörte einem Fabrikanten aus Berlin-Lichterfelde (Edmund Schindler). Und die Volksspeiseeinrichtung in der Markthalle war aufgelöst.
Zwischen 1936 und 1943 vollzogen sich weitere Änderungen: die Vermögensverwaltungsgesellschaft zog sich als Eigentümerin des Hauses 3/4 zurück, das unter Zwangsverwaltung kam, 1938 etablierte sich das Café Rheinland im Erdgeschoss. 1941 nennt das Adressbuch als neuen Hausbesitzer die Wikinger Heim G.m.b.H. Schließlich ist 1943 Generalkonsul Roche der eingetragene Eigentümer.
Kaufleute und Händler besaßen die übrigen Wohnhäuser, der Madrider Rechtsanwalt blieb Besitzer des Hauses 8 und der Fabrikant Schindler wurde weiterhin als Eigentümer vom Haus 11 ausgewiesen. Gebäude Nummer 14 geriet an eine Eigentümerin aus Königstein im Taunus.
Ab Ende der 1930er Jahre zog die Verwaltung der Berliner Markthallen und Großmärkte in die Markthalle XI (ursprünglich nahe dem Alexanderplatz in der Zentralmarkthalle, Berlin C2 angesiedelt). Die östliche Fläche vor der Markthalle scheint schließlich eingezäunt worden zu sein, denn im Jahr 1943 ist unter der Nummer 15 der Gerätehof 28 der Berliner Straßenreinigung angegeben.
Gegen Ende des Zweiten Weltkriegs wurde der oberirdische Bereich der Markthalle weitestgehend zerstört. Obwohl es nicht mit einem Dokument belegt werden kann, ist davon auszugehen, dass bei den Bombenabwürfen auch etliche Wohnhäuser am Platz zerstört worden sind. Zur Orientierung der Bomberpiloten dienten im Allgemeinen die Kirchen in der Stadt – und hier steht die Passionskirche.
In den 1960er und 1970er Jahren verkamen die Wohnhäuser entlang des Marheinekeplatzes mehr und mehr, deutsche Bewohner zogen weg. Die vor allem türkischen Gastarbeiterfamilien fanden hier nun eine erste Bleibe. Zur Verbesserung des Wohnumfelds gründete sich in den 1980er Jahren eine Anwohnerinitiative, die eine Umgestaltung der Freiflächen und Sanierung von Miethäusern durchsetzen konnte. Der einstige Kreuzberger Drogist und spätere Baustadtrat Werner Orlowsky hatte unter dem Druck der Öffentlichkeit einen Gestaltungswettbewerb ausgeschrieben. So entstand unter anderem der Erholungsbereich vor dem Osteingang der Markthalle mit Springbrunnen (Fünf Wasser-Tiegel) und Sitzgelegenheiten.

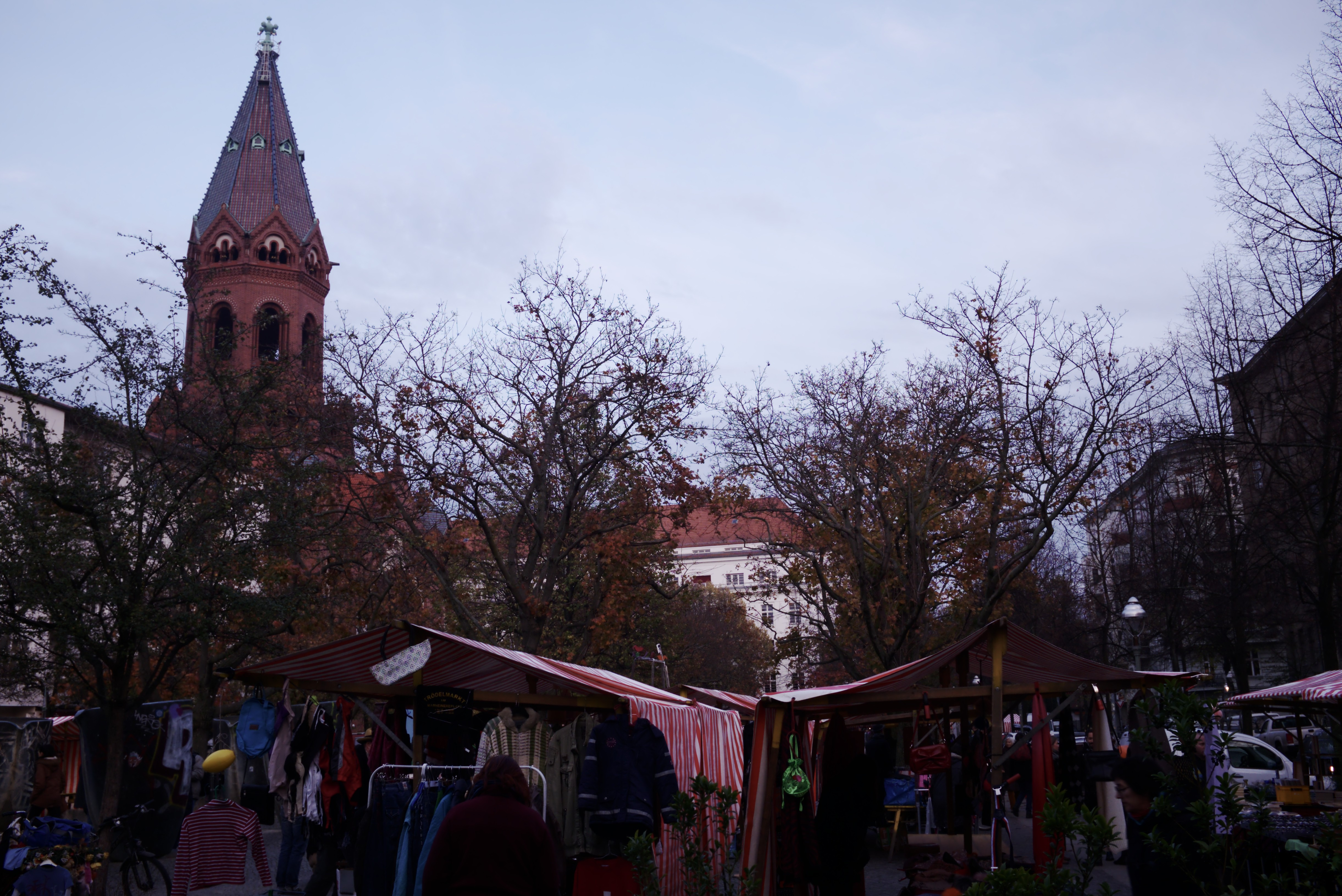
Trödelmarkt auf dem Marheinekeplatz

Der etablierte Trödelmarkt wurde auf das Wochenende beschränkt. In der Vorweihnachtszeit findet auf der Platzfläche ein Weihnachtsmarkt statt.
Die Anwohner waren mit dem Zustand der wieder zunehmenden Verwahrlosung des Platzes und vor allem der Verunreinigung mit Hundekot nicht zufrieden, sodass eigens eine Projektgruppe „Saubere Stadt Berlin“ ins Leben gerufen wurde. Workshops, Informationskampagnen, Appelle an den Lokalpatriotismus, Gespräche mit den fehlbaren Hundehalter am Ort der Tat, Ausgabe von Tütchen und abschließende Ermahnungen – all das hatte kaum Besserungen bewirkt. Die Bilanz der Arbeit zeigte dagegen, dass ohne Geldstrafen nichts erreicht werden könne. Das Ordnungsamt hat hier nicht entsprechend durchgegriffen, weil die „Tretminen“ den Hunden nicht nachträglich zugeordnet werden können. So gründeten genervte Anwohner zusammen mit Gewerbetreibenden um 2010 die Initiative „Rettet den Marheinekeplatz“. Nun schlug ein Architekturbüro eine komplette Pflasterung der Platzfläche vor. Die Aktivisten forderten dagegen „Wir wollen unsere Wiese behalten“. Das Bezirksamt wollte das Problem mit der Aufstellung von Hundeverbotsschildern eindämmen. (Nebenbei erhielt die Passionskirche einen barrierefreien Zugang.) Wie es scheint, ist (bis Ende März 2013) noch keine abschließende befriedigende Lösung gefunden worden, denn der Stadtteilausschuss Kreuzberg e. V. ruft zu weiterer Bürgerbeteiligung auf.
Seit Oktober 2014 wird der Spielplatz einschließlich der angrenzenden Grünfläche in der Platzmitte grundlegend umgestaltet, die Umbauarbeiten sind fast abgeschlossen (Stand: April 2015). Die Entscheidung der Neugestaltung beruht auf Grundlage mehrerer kiezbezogener Bürgerbeteiligungen.

## Am Platz und in der Umgebung
- Marheinekeplatz 1/2 Ecke Schleiermacherstraße: evangelische Passionskirche, 1904–1907 nach Plänen von Theodor Astfalck gebaut[12]
- Aus mehreren Wohnhäusern am Marheinekeplatz wurden in der NS-Zeit missliebige Personen verhaftet und größtenteils umgebracht. Für die namentlich bekannten Juden Werner und Willi Weinberg[13] sowie Max Tarrasch[14] sind im 21. Jahrhundert Stolpersteine verlegt worden.

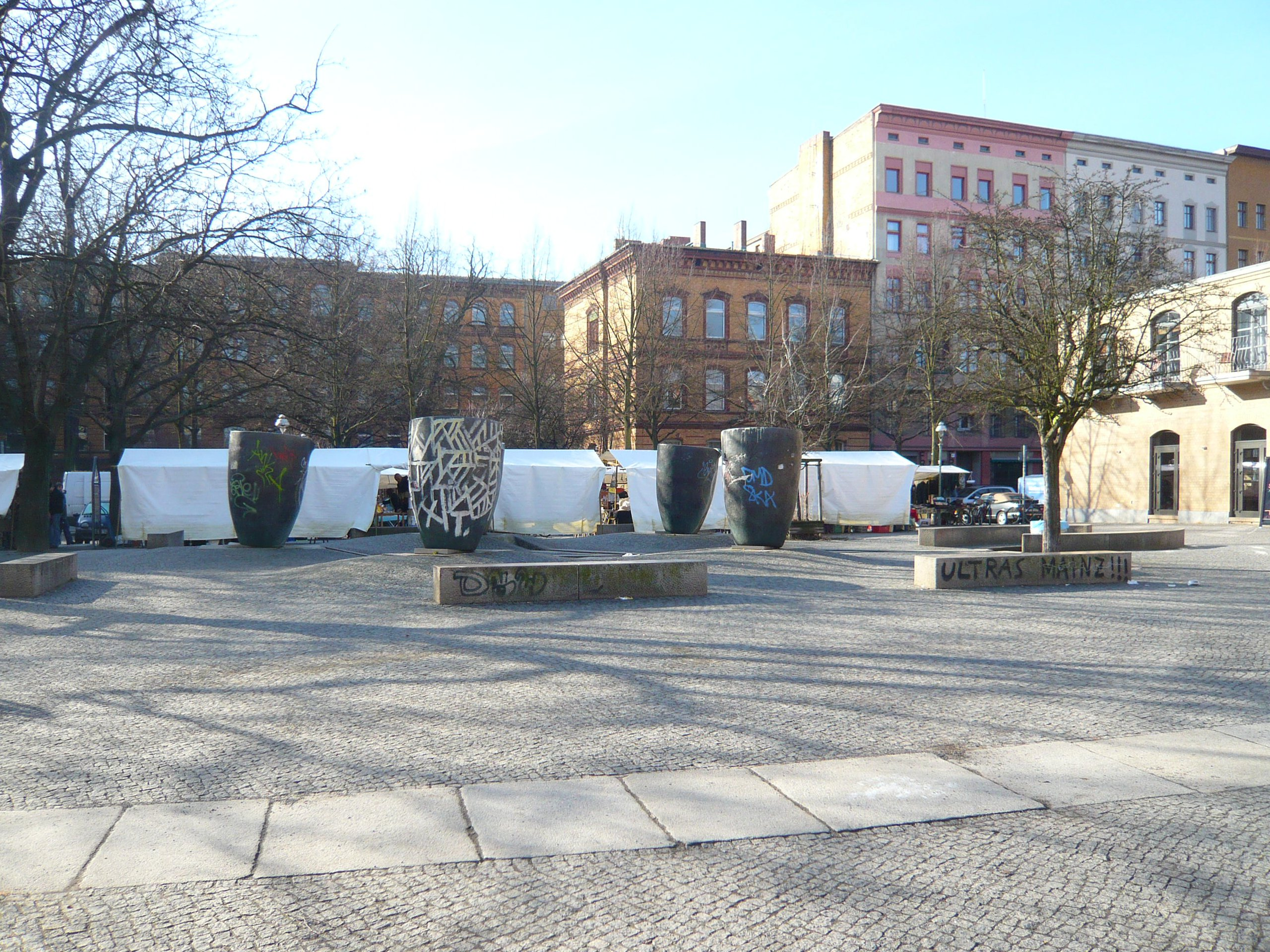
Blick über die Platzfläche vor der Markthalle auf die Global Musik Academy, 2012

- Bergmannstraße 28–29: Schulensemble, 1884/1885 nach Entwurf von Hermann Blankenstein im Auftrag des Magistrat von Berlin als 133. und 149. Gemeindeschulen errichtet. Der mehrflügelige Bau grenzt im Südbereich an die Arndtstraße und steht im Denkmalschutz.[15] Im 20. Jahrhundert war es die Rosegger-Grundschule. Diese wurde in den Jahren 2007/2008 auch mit Fördermitteln saniert und sollte im Jahr 2009 als öffentliche Evangelische Grundschule neu eröffnen.[16] Einige Räumlichkeiten des Schulkomplexes sind offenbar als Kunstgalerie Rosegger Kunstzentrum eingerichtet worden, das Projekt Grundschule wurde trotz eines entsprechenden BVV-Beschlusses nicht verwirklicht. Stattdessen befindet sich in den Gebäuden nunmehr die Global Music Academy, eine Hochschule für Musik mit dem Anspruch „Vermittlung musikkultureller Mehrsprachigkeit“.[17]
- An die Südostecke des Platzes (Adresse Bergmannstraße 39–50) schließen sich vier ausgedehnte Friedhofsanlagen an: Dreifaltigkeitskirchhof, Friedrich-Werder-Kirchhof, Kirchhof Jerusalem und Neue Kirche sowie Kirchhof der Luisenstädtischen Gemeinde.

## Verkehr
Der Marheinekeplatz kann mit den öffentlichen Verkehrsmitteln (U-Bahn-Linie U7) und Omnibussen der Linien 140 und 248 erreicht werden. Zwecks Verkehrsberuhigung wurde bei den Umbauarbeiten der 1990er Jahre die Durchfahrt von der Bergmannstraße zur Zossener Straße nur noch für Lieferfahrzeuge ermöglicht. Ab Dezember 2007 konnte der motorisierte Individualverkehr durch Parkraumbewirtschaftung eingedämmt werden.
Am Marheinekeplatz 9 hat sich eine Carsharing-Firma niedergelassen.